# گزاره جهان‌شمول
گزاره جهان شمول یکی از دو روش بیان فرضیه در تحقیق از نظرکارل ریموند پوپر است که به موجب آن فرضیه تحقیق به گونه‌ای بیان می‌شود که دارای چند خصوصیت باشد:
- در زمان محدود نباشد.
- در مکان محدود نباشد.
- استثناء پذیر نباشد.

فرضیه/گزاره‌های جهان شمول را به لحاظ منطقی نمی‌توان اثبات کرد چرا که پژوهشگر خود دارای محدودیت زمان و مکانی است؛ ولی اگر بتوان یک نمونه پیدا کرد که با فرضیه همخوانی نداشته باشد، فرضیه مربوط رد می‌شود و رد شده آن به دانش قطعی (دانش شیئی) تبدیل می‌شود. به‌طور مثال گزاره «قو سفید است» را نمی‌توان اثبات کرد چراکه لازم است تمام زمانها و مکانها را جستجو کنیم و تمام قوها را جمع‌آوری گنیم که نشان دهیم تمام آنها سفید هستند و این امری است محال. اما اگر تنها یک قو پیدا کنیم که سفید نباشد این گزاره مردود می‌شود. در این صورت گزاره «قو الزاماً سفید نیست» به‌عنوان یک شیء فلسفی، به مجموعه دانش شیئی بشر اضافه می‌شود. همین اصل است که مبنای برهان خلف قرار گرفته است.